# 克魯格列 (津科夫區)
50°14′38″N 34°27′42″E / 50.24389°N 34.46167°E
克魯格列（烏克蘭語：Кругле），是烏克蘭中部的村莊，隸屬波爾塔瓦州的波爾塔瓦區。該村距離基洛奇基1公里，面積0.43平方公里，海拔高度157米，2001年人口41。